# Verónica Abad
María Verónica Abad Rojas (Cuenca, 14 de noviembre de 1976) es una empresaria y política ecuatoriana. Fue vicepresidenta de la República del Ecuador, desde el 23 de noviembre de 2023 hasta el 24 de mayo de 2025.

## Biografía
Nació el 14 de noviembre de 1976, en la ciudad ecuatoriana de Cuenca; proveniente de una familia de músicos. Estudios, María Auxiliadora de Manta. 
Durante su niñez asistió a clases de baile y música, en las que practicó danza clásica, piano y violín. En su juventud, se involucró activamente en organizaciones sociales. Estudió Administración de empresas, aunque no consta que haya finalizado la carrera, y complementó su formación con cursos breves en Chile y Alemania.

### Carrera profesional
Tuvo un negocio de costura. Trabajó en proyectos locales con fondos internacionales para apoyar emprendimientos especialmente para jóvenes y mujeres. Abad también es fundadora de la Red de Mujeres Directoras. Abad ingresó al sector público en 2022, cuando entró a trabajar en la Secretaría contra la Desnutrición Infantil en el gobierno de Guillermo Lasso.

## Trayectoria política
Comenzó su carrera política cuando participó en las elecciones seccionales de 2006 como candidata a consejera provincial de la provincia de Azuay, pero no fue electa. Posteriormente fue la única mujer candidata a la alcaldía de Cuenca en las elecciones municipales de 2023 con el apoyo del Movimiento AMIGO, donde tampoco tuvo éxito, pero destacó por haber rechazado los fondos de campaña otorgados por la autoridad electoral.

### Vicepresidencia del Ecuador

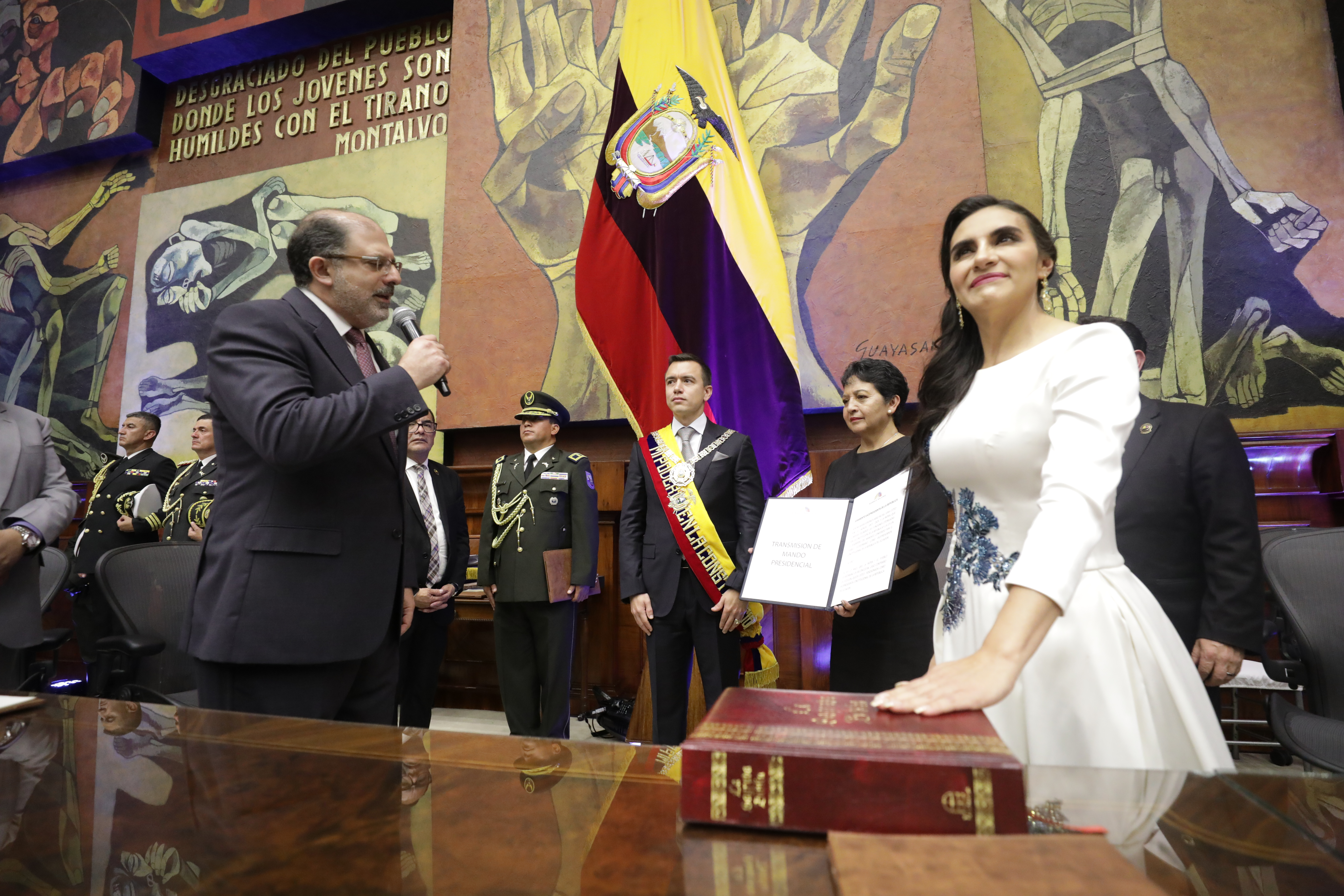
Verónica Abad jurando su cargo de vicepresidenta del Ecuador en 2023.

El 2 de junio de 2023, Daniel Noboa, candidato de la coalición Acción Democrática Nacional, la presentó como su fórmula vicepresidencial para las elecciones generales anticipadas de 2023. El binomio avanzó a la segunda vuelta electoral con el 23.43% de votos, en las cuales venció con el 51.83% de votos.
Fue posesionada como vicepresidenta de la República el 23 de noviembre de 2023, junto a Daniel Noboa, el cual fue investido como presidente de la República. 
Una vez ganadas las elecciones en segunda vuelta y posesionada en el cargo, el distanciamiento con Noboa se hizo evidente, con ella almorzando en un mercado de Quito, mientras el presidente y el resto de los invitados se encontraba en el Palacio de Carondelet.
Al día siguiente, Noboa le asignó como únicas funciones la de "ser colaboradora para la paz y precautelar el escalamiento de la conflictividad entre Israel y Palestina". El 25 de noviembre, en el contexto del Día Internacional de la Eliminación de la Violencia contra la Mujer, mandó un mensaje para esta ocasión con un ataque al presidente. El 4 de diciembre, fue nombrada formalmente por el presidente Noboa, como embajadora de Ecuador ante Israel. Arribo a la misión diplomática el 10 de diciembre.
Abad aseguró que ha sido sometida a violencia política, hostigamiento y maltrato continuo, declarando que Noboa es «una persona que se cree que está por encima de la ley» y el suyo «sin duda, es un gobierno autoritario».

#### Intento de enjuiciamiento
La Fiscalía General del Estado detuvo en marzo de 2024 al hijo de Verónica Abad, Francisco Sebastián Barreiro, en el marco de una investigación por un delito de tráfico de influencias en la Vicepresidencia del país.
En junio de 2024, el gobierno de Daniel Noboa intentó enjuiciarla por el presunto delito de concusión, consiguiendo sólo 47 de 92 votos necesarios en la Asamblea Nacional.

#### Intento de suspensión
El 9 de noviembre de 2024 fue suspendida de la vicepresidencia por 150 días por la titular del Ministerio del Trabajo por órdenes del presidente Noboa supuestamente por incumplir una orden de viajar a Turquía por las crecientes tensiones en Gaza.
El 23 de diciembre del mismo año, la jueza constitucional Nubia Vera, aceptó la acción de protección que puso la vicepresidente Abad, declarando sin lugar su suspensión y restituyéndola en su cargo.

#### Suspensión de derechos políticos
El 27 de febrero de 2025, el juez Guillermo Ortega del Tribunal Contencioso Electoral sentenció a Abad por violencia política de género en contra de la canciller Gabriela Sommerfeld. La sentencia incluía la suspensión de sus derechos políticos por dos años y una multa de 30 salarios básicos unificados (aproximadamente USD 14,100). El 24 de marzo, el pleno del TCE falló en contra de la apelación de Abad y ratificó la sentencia en su contra.

## Posiciones políticas

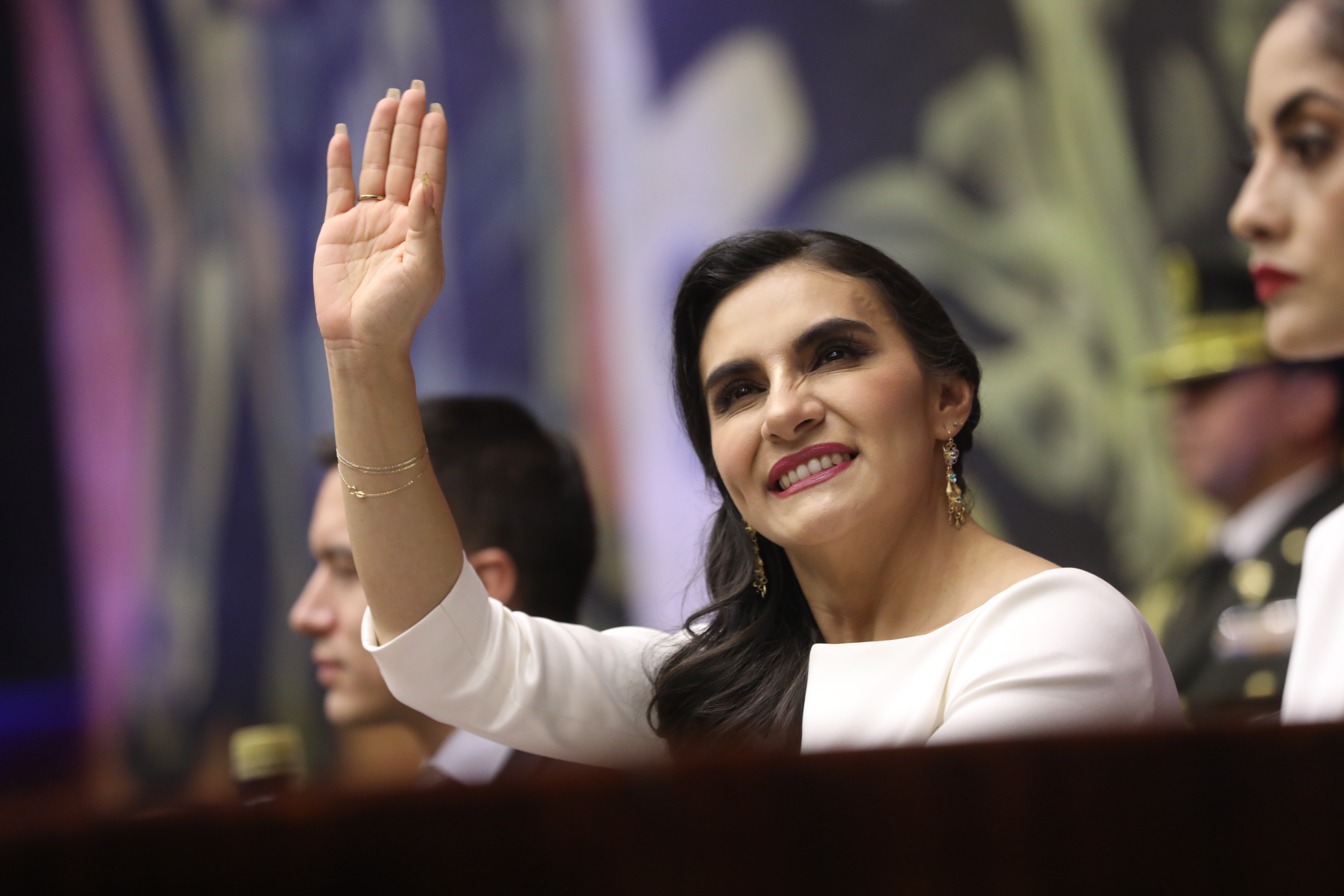
Verónica Abad en noviembre de 2023.

Abad ha declarado en ocasiones ser de derecha y en otras ocasiones ser liberal, sin embargo está asociada a causas más bien conservadoras que liberales. Antes de su campaña electoral de 2023, se declaraba «ultraliberal» y contraria al derecho al aborto. También se había pronunciado a favor de la privatización de la educación y de la supresión de las prestaciones sociales para las mujeres solteras.
Sus declaraciones suelen ser una combinación ideológicamente indefinida de simpatías al actuar de turno de políticos de derecha, como el presidente de Estados Unidos Donald Trump, el expresidente brasileño Jair Bolsonaro, al partido político nacionalista español Vox, y ha mostrado respaldo hacia al presidente salvadoreño Nayib Bukele.